# Alboga, Ringarum
Alboga är en före detta by i Ringarums socken, Valdemarsviks kommun, idag ingående i orten Gusum.
Alboga omtalas i dokument första gången 1441. Namnet torde betyda armbåge eller möjligen åkrök. Alboga upptas i årliga räntan 1535 som tre mantal skatte. Det är dock troligt att någon annan by redovisats under Alboga vid detta tillfälle, från 1541 upptas Alboga endast som ett mantal skatte. Gården var 1620 reducerad till ett halvt mantal, och 1629 omtalas en kvarn under gården. 1650 omtalas mjölkvarnen som ersatt av en sågkvarn. Alboga kom att underläggas Gusums bruk men fortsatte att vara separat jordbruksenhet fram till 1808, då jorden underlades bruket. Gusums kyrka är för övrigt uppförd på Albogas marker. Ett tegelbruk anlades vid Alboga på 1700-talet av vilket ännu rester finns kvar. Först 1934 införlivades Alboga med Gusum i fastighetsregistret. Alboga gård revs redan i början av 1900-talet, men kom att ge namn åt en flerfamiljsbostad som fungerade som arbetarbostad uppförd 1918. Fastigheten revs dock 1956. "Alboga loge" som uppfördes 1920 är det som idag minner om namnet.